# António da Silva Cardoso
António da Silva Cardoso CvA • ComA • GOA • GCA (Tomar, Santa Maria dos Olivais, Pedreira, 3 de Fevereiro de 1928 - Lisboa, 13 de Junho de 2014) foi  um General português.

## Biografia
Ingressou na Escola Naval em Setembro de 1947 como opção pela carreira das armas na Marinha. Ainda Segundo-Tenente, foi transferido para a Aviação Naval tendo, com a extinção desta, decidido integrar-se na Força Aérea Portuguesa.
Em 1961, com o deflagrar da insurreição nos territórios ultramarinos, foi nomeado para uma primeira comissão em Angola onde permaneceu mais três anos. Em seguida desempenhou as funções de Adido Militar na Alemanha Ocidental e, no seu regresso, após uma passagem pelo Estado-Maior da Força Aérea, voltou a Angola, onde se manteve até Setembro de 1973, regressando para frequentar o curso de Altos Comandos no IAEME.
A revolução do 25 de Abril levou-o novamente a Angola, onde fez parte da Junta Governativa chefiada pelo Almirante Rosa Coutinho, acumulando esse cargo com o Comando da 2.ª Região Aérea. Na sequência do Acordo do Alvor foi designado Alto Comissário para o período de transição e Governador Interino do Estado de Angola entre 28 de Janeiro de 1975 e 2 de Agosto do mesmo ano, tendo sido antecedido por António Alva Rosa Coutinho e sucedido por Ernesto Ferreira de Macedo.. Posteriormente viria ainda a desempenhar funções de âmbito militar, destacando-se a de Comandante Chefe dos Açores, Director do Instituto de Altos Estudos da Força Aérea e, por último, Juiz Presidente do Supremo Tribunal Militar.
Reforma-se em 1991 e dá expressão à sua veia artística nos campos da escultura e pintura. Publica em 2000 o livro "Angola - Anatomia de uma Tragédia" e em 2008 "25 de Abril de 1974 - A Revolução da Perfídia".
A 7 de Novembro de 2016, na Academia da Força Aérea, deu-se a Cerimónia de Integração dos Novos Alunos e Compromisso do Código de Honra, presidida pelo Comandante da Academia, Major-General Manuel Fernando Rafael Martins, onde António da Silva Cardoso (representado pela sua família) foi declarado patrono do Curso de Mestrado em Aeronáutica Militar 2016/22, para que o seu exemplo de bem servir a Pátria e as Forças Armadas possa constituir um referencial, contribuindo para orientar e motivar as novas vocações. Seguindo as tradições de alunos da Academia da Força Aérea, o curso que o tomou por seu patrono veio a adotar o nome "HAPAXES".

### Condecorações[4][5]
Era possuidor de inúmeros louvores e foi agraciado com cerca de duas dezenas de condecorações nacionais e estrangeiras, entre as quais se destacam a Cruz de Guerra de Primeira Classe e a da Promoção por Distinção, e: 
- Cruz do Mérito de Primeira Classe da Ordem do Mérito da República Federal da Alemanha Ocidental (17 de Março de 1969)
- Medalha do Mérito Santos-Dumont do Brasil (16 de Fevereiro de 1970)
- Cavaleiro da Ordem Militar de São Bento de Avis de Portugal (13 de Abril de 1970)
- Grã-Cruz do Mérito da Ordem do Mérito da República Federal da Alemanha Ocidental (25 de Março de 1972)
- Comendador da Ordem Militar de São Bento de Avis de Portugal (23 de Agosto de 1972)
- Grande-Oficial da Ordem Militar de São Bento de Avis de Portugal (9 de Julho de 1973)
- Oficial da Ordem do Mérito Aeronáutico do Brasil (10 de Outubro de 1974)
- Grã-Cruz da Ordem Militar de São Bento de Avis de Portugal (26 de Abril de 1991)
- Medalha da Administração Transitória das Nações Unidas em Timor-Leste de Timor (12 de Dezembro de 2001)